# François Pezsgőgyár
A François pezsgőgyár 1886-ban Budafokon alapított pezsgőkészítő üzem; a 20. században Magyarország második legnagyobb pezsgőgyára.

## Az előzmények
Az alapító, François Lajos (eredeti nevén: Louis Jean François) 1859-ben született a franciaországi Reimsben. Édesapja, Philippe François nyomdokait követve korán elsajátította a pezsgőkészítés tudományát. 1878-ban már pezsgőmester lett, majd vezető beosztásban dolgozott a Champagne-borvidék leghíresebb pezsgőgyárainál, a Roederer és a Mumm cégeknél, valamint a Reims-közeli Pommery pezsgőgyárban. 
Itt ismerkedett meg vele a pezsgőkészítés fortélyait Reimsben elsajátítani igyekvő fiatal Törley József, aki először Reimsban alapított gyárat, de 1882 körül elhatározta, hogy Magyarországon is létrehoz egy üzemet. Ehhez a tervéhez megnyerte a nála alig fiatalabb Louis François-t is, aki még abban az évben a promontori (ma: budafoki) Törley gyár pezsgőmestere lett. Ő felügyelte az új üzem felszerelését és ő tanította be Törley jövendő munkásait az akkor legkorszerűbb francia pezsgőgyártási módszerekre. 
Louis François hamar elsajátította a magyar nyelvet. 1885-ben egy promontori leányt vett feleségül, Paholtzky József (egyes források szerint: Paholszky József), Promontor korábbi polgármesterének nevelt leányát, Neer Annát. Ugyanebben az évben Magyarországra hívta testvéröccsét, a tíz évvel fiatalabb François Cézárt (César Antoine François, 1869-1950).

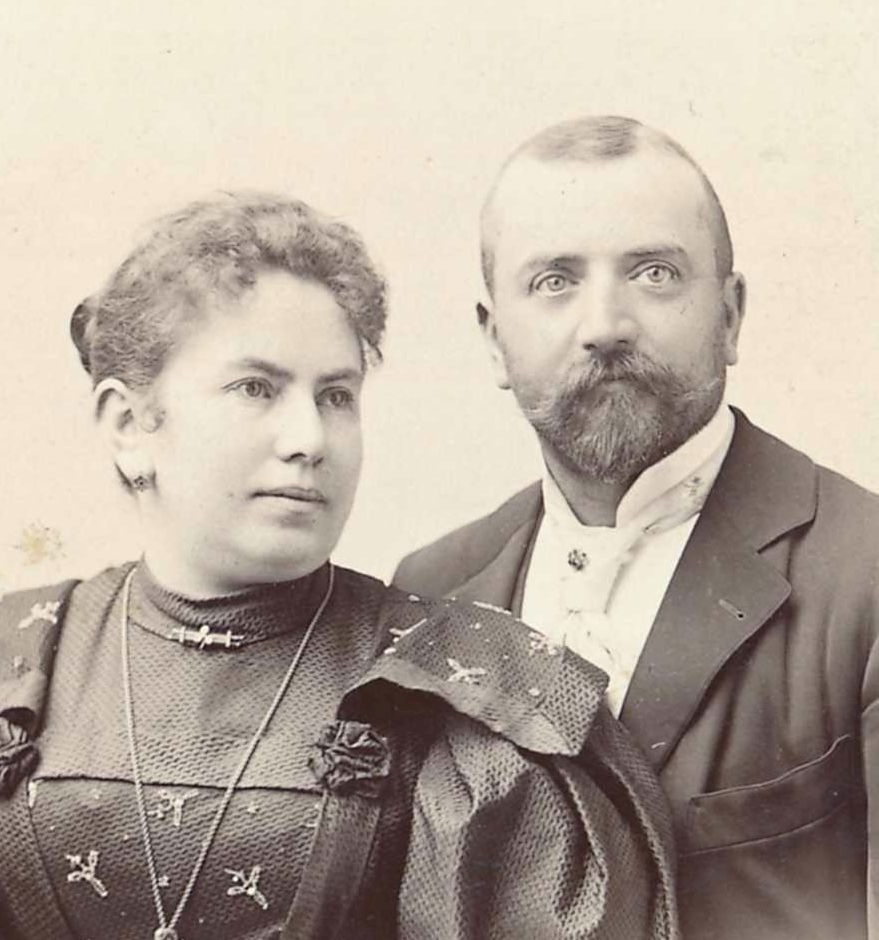
François Lajos és neje, Neer Anna
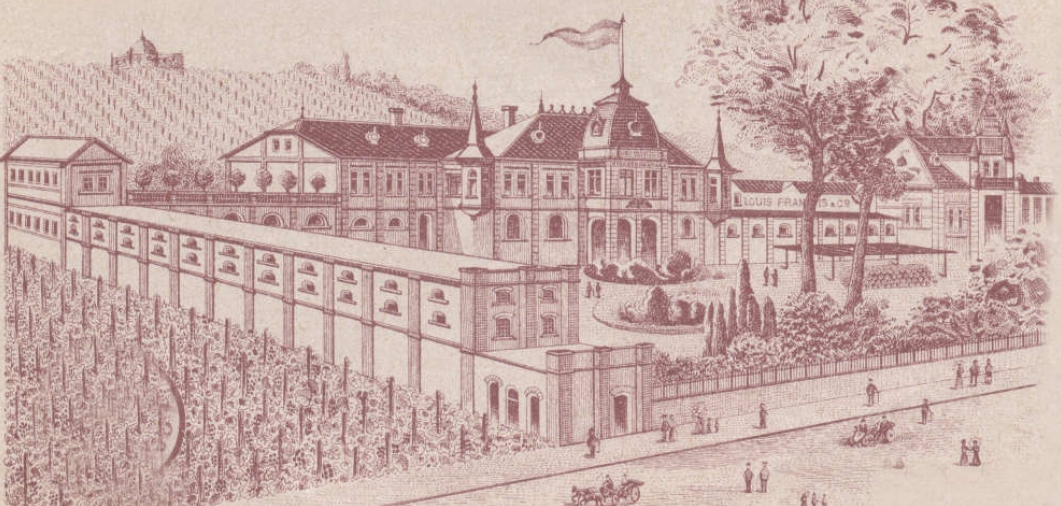
A budafoki François Pezsgőgyár 1900 körül
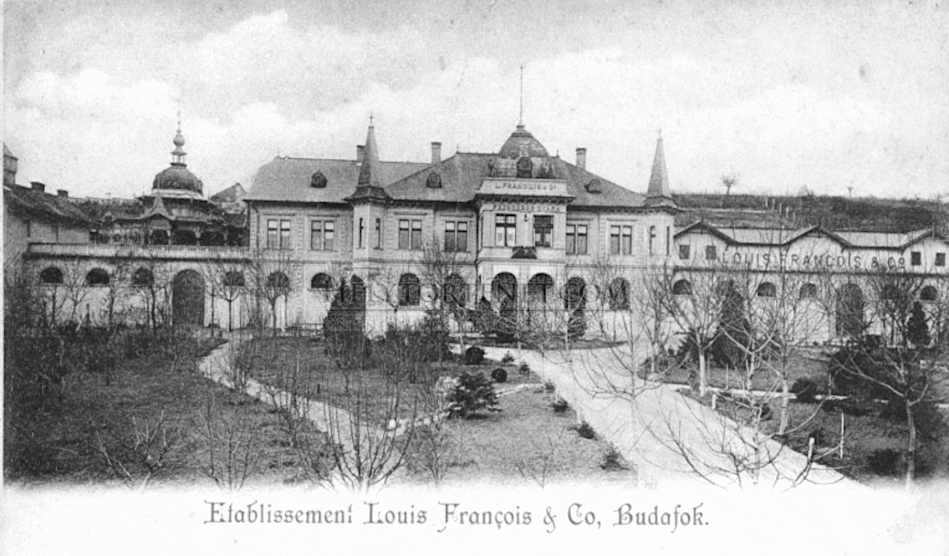
A pezsgőgyár képeslapon (1900)
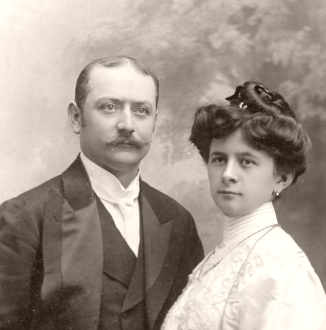
François Cézár és neje Knausz Franciska
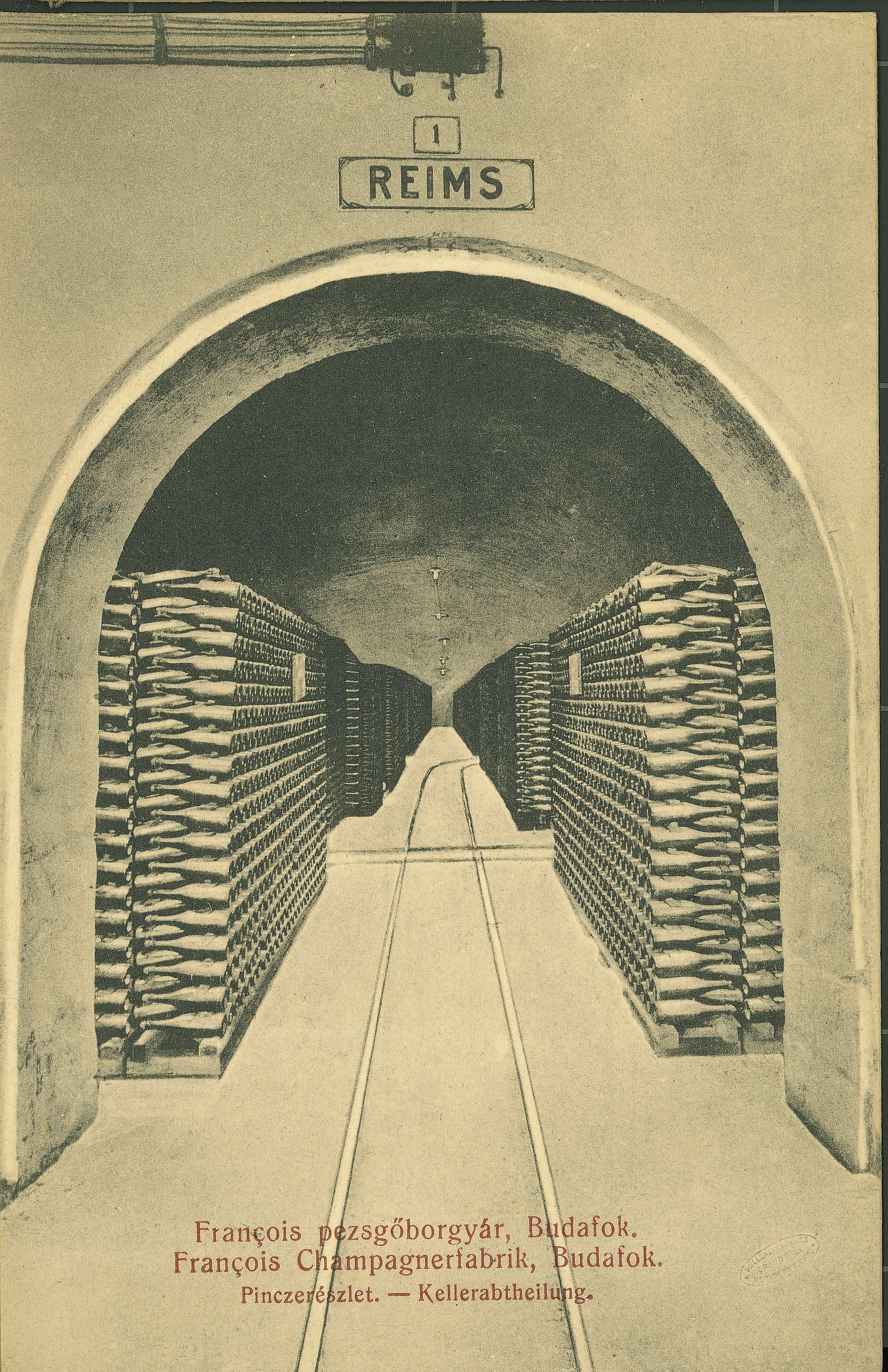
Pincerészlet

## A kezdetek és a kibontakozás
1886-ban úgy döntött François Lajos, hogy önállósítja magát. Ebben a vállalkozásában anyagilag támogatta a tehetős Paholtzky József, a szakmai munkában pedig segítette öccse, César. 
Első üzemüket a budafoki Péter Pál utca 16. szám alatt hozták létre, cégüket Franczia Pezsgőgyár François Louis & Tsa néven jegyeztették be (ekkor még mind Louis, mind César francia állampolgárok voltak). Az 1890-es években láttak hozzá a nagyobb, Anna utcai pincészetük és gyártelepük létesítéséhez, majd a François kastély megépítéséhez. 

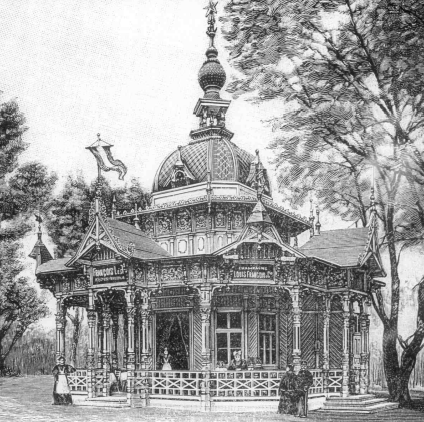
François pavilon a milleneumi kiállításon

A gyár termelése hamar fellendült. Míg az alapítás évében 7 243 palackot töltöttek, addig 1895-ben már 80 022-t. Az 1896-os milleniumi nagy kiállításon már látványos, 100 nm-es önálló pavilonban mutatták be termékeiket. Ekkora François Lajos már letette a magyar állampolgári esküt. Cége hamarosan megkapta a Fülöp Szász Coburg  Gothai herceg udvari szállítója, majd a  császári és királyi udvari szállítója címet. A François gyár pezsgői egymás után kapták a bel- és külföldi díjakat. 1908-ig 16, 1942-ig 27 első díjat nyertek el kül- és belföldi borversenyeken. Jelentős mennyiséget szállítottak Franciaországba, Belgiumba, Ausztriába, majd később a világ távolabbi tájaira: Tokióba, Los Angelesbe, Melbourne-be és még Szentpétervárra is.

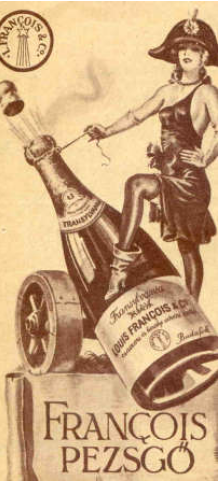
Számolócédula

Egy agrártörténész és borászati szakíró szerint: „A François pezsgők rendkívül finom, gondos technológia alapján készült, érlelt pezsgők voltak. Míg Törley József jó, de nagymennyiségű pezsgőket gyártott, addig a visszaemlékező öreg pince-pezsgőmesterek szerint a François cég kevesebb, de magasabb minőségű, különleges pezsgőket készített. Különlegességeik a XIX. század végén, XX. század első felében a Monopol demi sec, az Extra dry England, a Vin brut, a Transilvánia, a Varte blanche, a Cremant rose, a Tarokk voltak. A kiváló minőséget az 1896. évi bordeux-i kiállítás „Diplôme d'honneur” díja és az 1897. évi párizsi kiállításon kapott „Grand Prix” kitüntetés is igazolták.”
Ezekben az években François Cézár szinte kizárólag az üzem technikai vezetésével foglalkozott, François Lajos azonban élénken részt vett a közéletben: az Országos Iparegyesület igazgatósági tagja, tagja a Budapesti Kereskedelmi és Iparkamarának; a Vendéglősök Ipartársulatában felügyelő bizottsági tag; a budafoki dalárda és a budafoki önkéntes tűzoltóegylet elnöke. Részt vesz a vármegyei életben; széleskörű jótékonysági tevékenységet folytat, számos társadalmi kezdeményezést támogat. 1903-ban megválasztják Budafok községi bírójává; négy éven át töltötte be ezt a tisztséget. Királyi kitüntetésekben is részesül: ipari téren szerzett érdemeiért megkapja a Ferenc József-rend lovagkeresztjét, 1914-ben pedig kereskedelmi tanácsosi címet kap. 

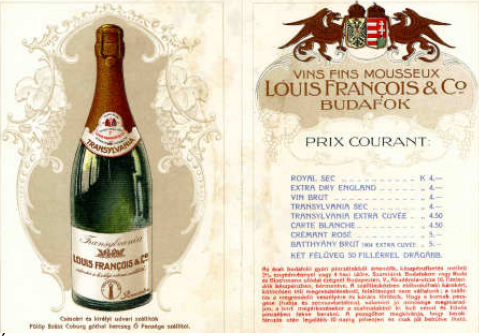
François pezsgők árlistája

François Lajos 1921-ben bekövetkezett halála után testvére, Cézár, majd annak fiai: ifj. Lajos, ifj. Cézár és József vezették a gyárat.
Míg 1900-ban 94 469, 1910-ben már 700 000 volt a töltött üvegek száma. A termelés 1914 után, a világháborús körülmények következtében vissza esett. További csapást jelentett a trianoni békeszerződésben kikötött, a magyar borexport sújtó magas vám bénító hatása. A termelés csak 1928 után kezdett ismét növekedni, az évi töltések száma 100-200 000 körül mozgott, ugyanakkor az értékesítésben egyre nagyobb szerepet kapott az export.

## A második világháború után
A Budafokot ért 1944. július 27-i bombatámadás következtében a gyártelep szinte teljesen elpusztult: megsemmisültek az épületek, a készletek, a berendezések. A termelést csak 1947-ben sikerült újra beindítani, de kibontakozásra nem maradt elegendő idő. 1949 őszén a Pénzintézeti Központ elrendelte a cég felszámolását, majd 1950-ben a család két tagját mondvacsinált indokokkal bebörtönözték, és a gyárat, valamint a család ingatlanjainak nagy részét kártalanítás nélkül állami tulajdonban vették. Az üzemet beolvasztották a szomszédos, időközben ugyancsak államosított Törley Pezsgőgyárba. Ezzel egyidejűleg hosszú időre megszűnt a François pezsgők gyártása. 
A HUNGAROVIN Borgazdaságok Export Vállalat, miután 1982-ben megszerezte a régi név használati jogát, 1983-ban újra elkezdett gyártani a klasszikus eljárással készülő, palackban érlelt François pezsgőket. Ekkortól négy éven át napi négy órai munkával igyekezett átadni szakmai tudását az akkor már nyugdíjas korú François József (1911-1998), egykori résztulajdonos, az 1950-ben elhunyt François Cézár harmadik fiúgyermeke.